# Leucauge parangscipinia
Leucauge parangscipinia este o specie de păianjeni din genul Leucauge, familia Tetragnathidae, descrisă de Alberto Barrion și Litsinger, 1995.
Este endemică în Filipine. Conform Catalogue of Life specia Leucauge parangscipinia nu are subspecii cunoscute.